# Рік без літа

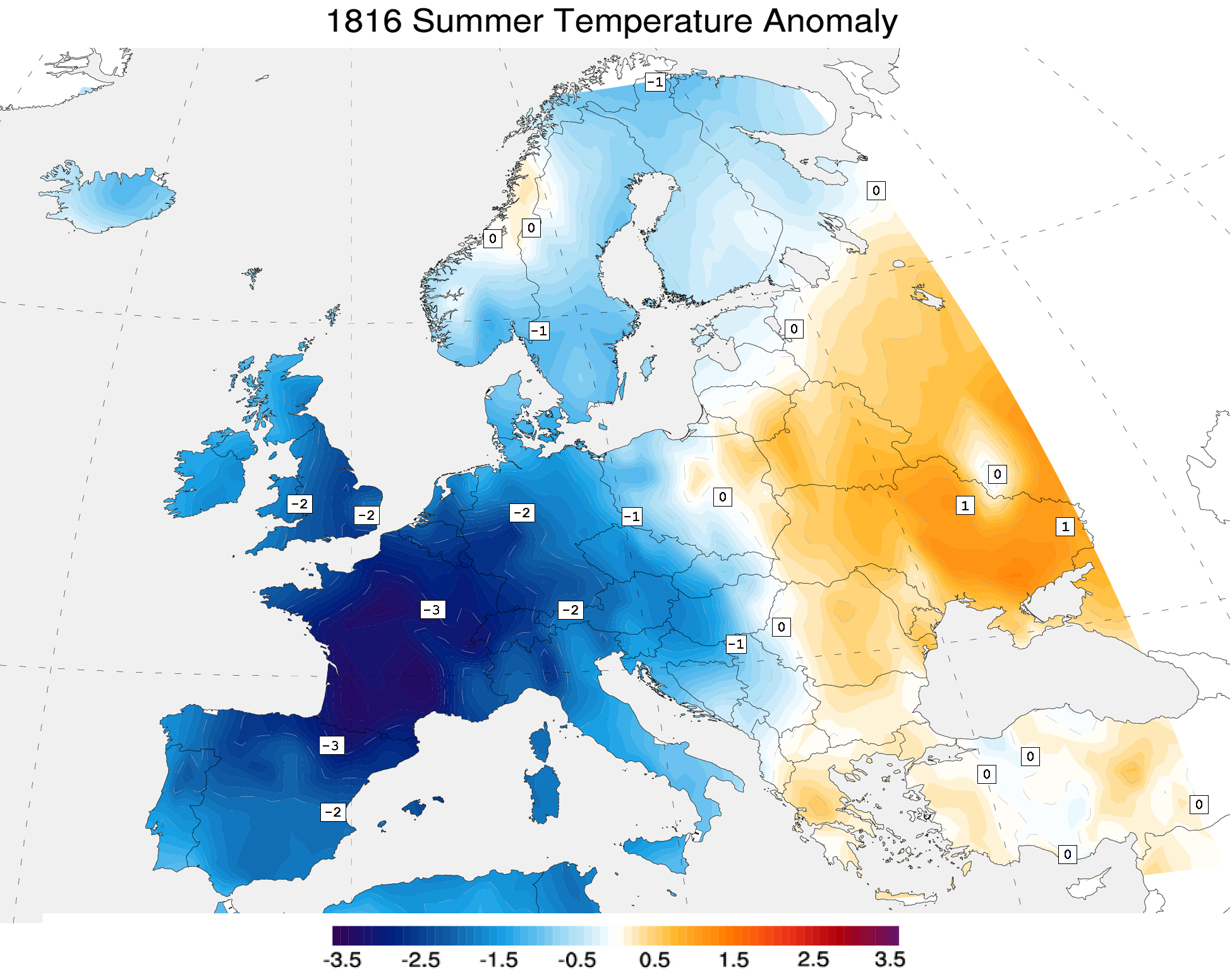
Схема, що показує зміни температури 1816 року порівняно зі звичайною.

Рік без лі́та — назва, що використовується для опису подій 1816 року, коли в Європі і Північній Америці панувала надзвичайно холодна погода. Досі він залишається найхолоднішим роком з початку документування метеорологічних спостережень. У США його також прозвали англ. Eighteen hundred and frozen to death, що перекладається як тисяча вісімсот на смерть замерзлий.

## Причина
Лише в 1920 році американський дослідник клімату Вільям Хамфрейс знайшов пояснення «року без літа». Він пов'язав зміну клімату з виверженням вулкана Тамбора на індонезійському острові Сумбава, яке забрало життя в 70—90 тисяч людей (через вибух та його безпосередні наслідки), найсильнішим виверженням вулкана після виверження Хатепе. Його виверження, яке відбулося у квітні 1815, оцінюється у сім балів за Шкалою вулканічної експлозивності (VEI), а масивний викид попелу в атмосферу, що становив 150 км³, викликав ефект вулканічної зими в північній півкулі, який відчувався протягом кількох років.

## Наслідки

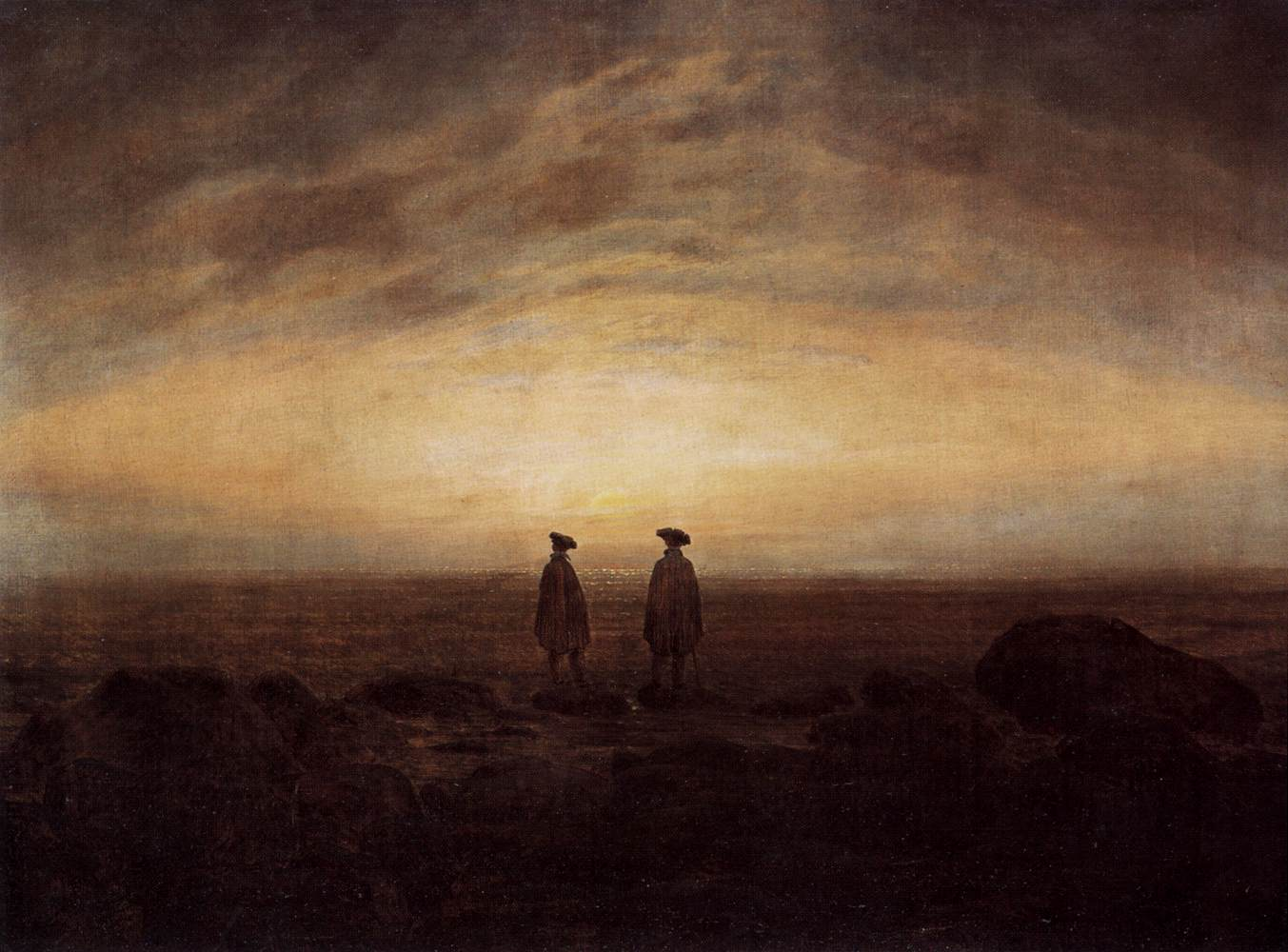
На картині «Двоє чоловіків біля моря» (1817) Каспара Давида Фрідріха зображено поширену в той час погоду

Для поширення попелу по земній атмосфері було потрібно кілька місяців, тому в 1815 наслідки виверження в Європі ще не відчувалися так сильно. Однак у березні 1816 температура продовжувала залишатися зимовою.
У всій Північній півкулі спостерігалися аномальні холоди. У Ірландії 142 дні з 153, що вважаються літніми, йшов дощ, це викликало неврожай, епідемію висипного тифу і спровокувало масову еміграцію ірландців до Америки.
У Швейцарії уряду довелося випускати спеціальні брошури, що розповідають, як відрізнити їстівні дикорослі трави від отруйних.
У квітні і травні було надприродно багато дощів та граду. У червні й липні в Америці щоночі був мороз. У Нью-Йорку й на північному сході США випадало до метра снігу. Німеччину неодноразово спіткали сильні бурі, багато річок (включно з Рейном) вийшли з берегів. Незвичайний холод призвів до катастрофічного неврожаю. Навесні 1817 ціни на зерно зросли в десять разів, а серед населення почався голод. Десятки тисяч європейців, які страждали до того ж ще й від руйнувань Наполеонівських воєн, емігрували до Америки. Міграція йшла і в Америці, у Квебеку влітку регулярно йшов сніг.
За однією з оцінок, рівень смертності в Європі у «рік без літа» подвоївся, сягнувши загальної кількості 200 000 смертей.

## Рік без літа в Україні
Ніяких відомостей про аномальні холоди в 1816 році в Україні нема. Навпаки, відомо що того року в Україні було спекотне літо. Зміна напрямків вітрів, яка призвела до катастрофічних холодів в Західній Європі та Америці, в Україні дала підвищення температури.

## Цікаві факти
- Англійська письменниця Мері Шеллі проводила літо 1816 з друзями на своїй віллі біля Женевського озера. Через надзвичайно погану погоду відпочивальники часто не могли покинути будинок. Тому вони вирішили, що кожен напише по страшній історії, яку потім будуть один одному читати. Мері Шеллі написала свою знамениту історію «Франкенштайн, або Сучасний Прометей», лікар[3] лорда Байрона Джон Полідорі написав повість «Вампір» — першу художньо-літературну історію про вампірів, задовго до появи роману Брема Стокера «Дракула».
- У 1816 році була винайдена дрезина — передвісник велосипеда. Її винахідник Карл Драйс намагався хоч якось протистояти дорожнечі переміщення на конях: через неврожай ціни на сільгосппродукцію, у тому числі й кормову, помітно підскочили.
- Дехто вважав винуватцем похолодання Бенджаміна Франкліна, винахідника блискавичника. На їхню думку, він порушив природні струми Землі, що призвело до таких згубних наслідків.